# Greenfield (Minecraft)
Greenfield es una ciudad ficticia creada en el videojuego de mundo abierto Minecraft. En mayo de 2022, una cuarta parte de la ciudad está completa y, actualmente tiene un tamaño de 20 millones de bloques.  La ciudad fue fundada por el usuario de Minecraft THEJESTR en agosto de 2011.   Actualmente, hay más de 1,1 millones de descargas del mapa de la ciudad.  Según las estadísticas del sitio web Planet Minecraft, Greenfield es el tercer mapa de Minecraft más descargado de todos los tiempos. 
Greenfield está diseñado para parecerse a la costa oeste de los Estados Unidos, fuertemente inspirada en Los Ángeles  y está construida a escala 1:1, siendo que el tamaño de cada bloque de Minecraft es un metro cúbico real.  Tiene varias características de una ciudad real, como áreas industriales, puertos, transporte público, suburbios, una zona céntrica y la adición más reciente: un aeropuerto, incluido en la versión 0.5.4.   Con miles de construcciones, Greenfield se encuentra en constante desarrollo con un creciente estándar en la calidad de las construcciones.  Casi todos los edificios tienen interiores detallados, los cuales son inspeccionados en cuanto a su funcionalidad cada vez que se publica una nueva construcción.   Un grupo de 10 personas supervisa la ciudad y más de 400 personas han ayudado a construirla. 
Para la versión más reciente, Greenfield tiene 39 distritos.

## Respuesta de la crítica
Gina Lees, en su artículo para PCGamesN, nombró a Greenfield como una de las mejores ciudades de Minecraft, afirmando que tiene "un detalle urbano increíble" y que "se puede pasar años deambulando a través de las diferentes áreas".  Stephany Nunneley de VG247 calificó a la ciudad como "increíble",  y Chris Carter Destructoid la describió como una ciudad "que vive y respira".  Según Bryan Lawver de Screen Rant, el nivel de detalle de Greenfield hace que se parezca más a "una captura de pantalla de SimCity que a una creación de Minecraft llena de bloques cuando se ve desde arriba".  Dmitry Lapunov, también escribiendo para Screen Rant, afirmó que las características de la ciudad la hacen "parecer creíble", y la llamó como "un proyecto de pasión sincera".  Nate Crowley del blog Rock, Paper, Shotgun encontró que la transformación del paisaje era incluso más impresionante que la propia ciudad, diciendo que le recordaba a los constructores de planetas en La Guía del autoestopista galáctico . 